# Símbols de Paterna
L'escut i la bandera de Paterna són els símbols representatius de Paterna, municipi de la comarca de l'Horta Nord, al País Valencià.

## Escut heràldic
L'escut oficial de Paterna té el següent blasonament:
| « | Escut partit. Primer, d'or, els quatre pals de gules. Segon, de gules, la Torre, d'or. En punta, d'argent, el creixent escacat de sable i or, revessat. Al timbre, corona reial. | » |

## Bandera
La bandera oficial de Paterna té la següent descripció:
| « | Bandera de proporcions 2:3. Tercejada a l'asta. El primer quarter junt a l'asta escacat de negre i or. En el segon, al batent de roig, al centre una torre d'or que porta baix un creixent ranversat, escacat de negre i or. | » |

## Història
L'escut de Paterna fou aprovat per Decret 2205/1973, de 17 d'agost, publicat en el BOE núm. 226 de 20 de setembre de 1973.
L'escut està armat amb els quatre pals en consideració a la conquesta de Paterna pel rei Jaume I. La torre mudèjar és el monument més emblemàtic d'aquesta localitat valenciana, i ja apareixia al vell escut dels documents administratius del segle xix. El creixent són les armes de la família Luna, que va governar el poble durant els segles XIII al XV.

Segell de 1876 que es conserva a l'AHN.

Proposta inicial de 1972 de l'Ajuntament.

En l'Arxiu Històric Nacional es conserva un segell en tinta de l'Ajuntament de 1876. Hi apareix una torre coronada i terrassada i la llegenda «ALCALDIA CONSTL. DE PATERNA».
El ple d l'Ajuntament de 12 de setembre de 1972 aprovà el projecte de l'escut heràldic municipal amb la següent descripció:
| « | Escut sense quarterar, en l'únic camp, d'or, porta els quatre pals de gules (...), al centre de l'escut la Torre mudèjar (...). Entat en punta, d'argent, un creixent revessat escacat d'or i sable, armes dels Luna, (...). Timbrat de Corona Reial. | » |

Posteriorment, la Reial Acadèmia de la Història (RAH) emetí un informe favorable però on modificava la distribució dels elements i on senyalava que la torre no havia de ser ni del seu color ni fidel a cap arquitectura concreta. Finalment, el 26 de juny de 1973, l'Ajuntament acceptà les modificacions de la RAH.
La bandera fou aprovada per Resolució de 28 de febrer de 2003, del conseller de Justícia i Administracions Públiques, publicada en el DOGV núm. 4.468 de 27 de març.